# POP STAR
《POP STAR》，日本男歌手平井堅的第23張單曲。2005年10月26日發行。

## 概述
- 距上張「在思緒重疊之前…」暌違一年的單曲。
- 2005年平井堅迎接出道十周年單曲。
- 被視為平井堅音樂路線轉型的一大代表作。
- 收錄日劇《危險傻大姊》主題歌。
- 原為精選輯『愛歌成癡』先行單曲，後來收錄於第七張原創專輯『FAKIN' POP』。
- 音樂錄影帶中平井堅一人分飾七角，彷照60年代美國當紅的音樂節目「The Ed Sullivan Show」的方式拍攝，平井堅飾演三人一組的歌唱組合「KEN」，在這個節目當中表演。團長就是平時的平井堅，另外二人中的一人是頂著個爆炸黑人頭戴墨鏡，另一人則是梳了三七分的西裝油頭再戴上老土眼鏡。這個"三人"組不時眨眨眼比出可愛的V手勢，或是跳著有如松田聖子的偶像舞步。此外還有在舞台後方扮成浣熊和鼴鼠，但頭上卻綁著白毛巾的平井堅。還有坐在一旁沙發上專心聽歌的4～50歲頭髮稍微花白的主持人，以及節目結束後出來慰勞大家的中年微胖戴著畫家帽留著小鬍子的製作人等等。總共7個角色7種不同造形的平井堅。

## 收錄曲
1. POP STAR 
  - 作詞．作曲：平井堅／編曲：龜田誠治
  - 富士電視劇「危險傻大姊」主題歌
2. 嘆息的車票
  - 作詞．作曲：平井堅／編曲：松浦晃久
  - 大同生命 電視廣告曲
3. POP STAR～less vocal～

## 外部連結
Sony Music的作品介紹
- 通常盤（页面存档备份，存于）